# NGC 3752
NGC 3752 este o galaxie spirală situată în constelația Dragonul. A fost descoperită în 2 aprilie 1801 de către William Herschel. Se află la o distanță de 28,97 de megaparseci de Pământ.